# Leptotarsus carbonipes
Leptotarsus carbonipes är en tvåvingeart som först beskrevs av Alexander 1938.  Leptotarsus carbonipes ingår i släktet Leptotarsus och familjen storharkrankar.
Artens utbredningsområde är Ecuador. Inga underarter finns listade i Catalogue of Life.